# 角川政治
角川 政治（かどかわ まさじ、1910年（明治43年）9月11日 - 1987年（昭和62年）2月5日）は、日本の写真家。
第二次世界大戦中は朝日新聞カメラマンとして従軍した。1940年代前半より山口県萩市に居住した。
戦後は萩市内に写真館を開き、全写連萩市部長を務めた。1960年代に、水没が決まっていた阿武川ダム建設予定地で撮影した写真がある。
1982年に写真集『萩の今昔写真集―カメラで捉えた40年』を自費出版した。
角川に師事した人物に報道写真家の三留理男がいる。